# Tommy Lister
Tommy Debo Lister Jr., rodným jménem Thomas Duane Lister Jr. (24. června 1958 Compton – 10. prosince 2020) byl americký herec a profesionální wrestler, známý pro své role sousedského rváče Deeba ve filmu Pátek z roku 1995, jeho pokračování z roku 2000 a prezidenta Lindberga ve filmu Pátý element.

## Životopis
Tommy Lister se narodil v roce 1958 v kalifornském Comptonu. Od narození měl deformovanou a odchlípnutou sítnici pravého oka, což mu způsobilo trvalou slepotu pravého oka.
Krátce se věnoval profesionálnímu wrestlingu, a to ve World Wrestling Federation (WWF) poté, co se objevil jako Zeus ve filmu No Holds Barred z roku 1989. Na SummerSlamu 1989 se uskutečnil týmový zápas Zeus a Randy Savage vs. Hulk Hogan a Brutus Beefcake, kterého byl součástí. V roce 1996 pokračoval ve sporu s Hulkem Hoganem ve World Championship Wrestling (WCW).
Známý se stal ztvárněním sousedského rváče Deeba ve filmu Pátek z roku 1995. Později si zahrál i v pokračování z roku 2000. Rovněž si zahrál ve filmech Temný rytíř, Jackie Brownová nebo prezidenta Lindberga ve filmu Pátý element.
Přátelům se dlouhou dobu neozýval, a tak se rozhodli zavolat do jeho domu pomoc. Dne 10. prosince 2020 ho policie našla mrtvého v jeho domě v Marina del Rey v Kalifornii. Bylo mu 62 let. Příčinu jeho smrti vyšetřoval úřad koronera a ze závěrečné pitevní zprávy vyplynulo, že příčinou smrti byla hypertenze a aterosklerotické kardiovaskulární onemocnění.